# Numicia viridis
Numicia viridis är en insektsart som beskrevs av Frederick Arthur Godfrey Muir 1931. Numicia viridis ingår i släktet Numicia och familjen Tropiduchidae. Inga underarter finns listade i Catalogue of Life.